# Ринальди, Данило
Данило Ринальди (исп. и итал. Danilo Rinaldi; 18 апреля 1986, Сан-Николас-де-лос-Арройос, Буэнос-Айрес, Аргентина) — сан-маринский футболист, полузащитник клуба «Ла Фиорита» и сборной Сан-Марино.

## Биография

### Клубная карьера
На взрослом уровне дебютировал выступая за команды низших дивизионов Аргентины. В 2008 году, после окончания контракта, Ринальди вместе с двоюродным братом переехал в Сан-Марино, где вскоре стал игроком клуба «Виртус», в котором провёл два сезона. Позже он вернулся в аргентинский клуб «Конеса», но в 2012 году вновь отправился в Сан-Марино, где стал игроком клуба «Ла Фиорита». В его составе неоднократно становился чемпионом и обладателем Кубка Сан-Марино, а также участвовал с командой в отборочных стадиях Лиги чемпионов и Лиги Европы.

### Карьера в сборной
Данило Ринальди родился в Аргентине, но по линии одного из своих дедушек имел сан-маринские корни. Вскоре после прибытия в страну, он получил гражданство Сан-Марино и стал объектом интереса национальной сборной. 19 ноября 2008 года Ринальди дебютировал за сборную Сан-Марино в матче отборочного турнира чемпионата мира 2010 против сборной Чехии. В 2009 году провёл за сборную ещё 3 матча, но после своего отъезда в Аргентину временно перестал выступать за сборную. Вернувшись в Сан-Марино в 2012 году, снова стал регулярно вызываться в национальную команду. Единственный гол за сборную Сан-Марино забил сразу после возвращения в команду, 14 августа 2012 года Ринальди реализовал пенальти на 92-й минуте товарищеской встречи со сборной Мальты (2:3).

## Достижения
«Ла Фиорита»
- Чемпион Сан-Марино (3): 2013/2014, 2016/2017, 2017/2018
- Обладатель Кубка Сан-Марино (3): 2012/2013, 2015/2016, 2017/2018
- Обладатель Суперкубка Сан-Марино (2): 2012, 2018

## Личная жизнь
Женат на Магали Вивас, у пары есть сын Вито.
Младший брат Данило — Федерико Ринальди (р. 1989) провёл один матч за сборную Сан-Марино в 2013 году.